# Bare Holger
Bare Holger er en kortfilm instrueret af Kasper Gaardsøe efter manuskript af Mette Heeno.